# Schiller (formație)
Schiller este o formație germană de muzică ambientală și muzică trance. Inițial format din Christopher von Deylen și Mirko von Schlieffen, cel din urmă părăsește formația în 2001. Christopher von Deylen (n. 15 octombrie 1970) a continuat sub numele de Schiller, câștigând Premiul Echo pentru cel mai bun disc single de muzică dance al anului 2002. Pe plan mondial, Schiller a vândut peste 7 milioane de albume.
Christopher von Deylen este doar instrumentist, de aceea a colaborat cu cântăreți din Germania și din afară. Printre muzicienii cu care a colaborat se numără: actorul și muzicianul german Ben Becker, cântăreața irlandeză Moya Brennan din formația Clannad, soprana Sarah Brightman, Peter Heppner de la formația germană de muzică synth pop Wolfsheim, miLù, de asemenea cunoscută ca Mila Mar, Xavier Naidoo, Maya Saban, Kim Sanders, Ana Torroja, soprana Tarja Turunen solista formației Nightwish, cântărețul formației grecești Despina Vandi, Alexander Veljanov, cântăreața suedeză September, Colbie Caillat, Klaus Schulze, Mike Oldfield, Helen Boulding, Damae, Jaël dar și cu alți interpreți de muzică electronică ca Ferry Corsten, Danny Tenaglia, Scott Henry, Dave Seaman, Trance Allstars și Sasha + John Digweed. Formația este denumită după dramaturgul și poetul Friedrich Schiller.
Unele din cele mai cunoscute cântece ale formației sunt Glockenspiel, I feel you (în colaborare cu Peter Heppner), Smile (în colaborare cu Sarah Brightman), Liebe (cu Mila Mar), You (cu Colbie Caillat), I've seen it all și I miss you (cu Maya Saban).

## Albume
Traducere în română (în paranteze)
- 1999 Zeitgeist (Spiritul epocii)
- 2001 Weltreise (Călătorie)
- 2003 Leben (Viața)
- 2004 Live Erleben (Experiența vieții)
- 2005 Tag und Nacht (Zi și noapte)
- 2006 Tagtraum (Vis de zi)
- 2008 Sehnsucht (Dorință)
- 2008 Dorința Live
- 2010 Atemlos (Fără suflare) (2xCD) (GER: #4)
- 2010 Atemlos Live
- 2010 Lichtblick Ep (Rază de speranță EP)
- 2011 Schiller - Die Einlassmusik 7